# Уралова, Евдокия Ильинична
Евдоки́я Ильи́нична Ура́лова (бел. Еўдакія Ільінічна Уралава; 22 августа 1902, дер. Соколянка, Рославльский уезд, Смоленская губерния, Российская империя — 17 мая 1985, Минск, Белорусская ССР, СССР) — советский государственный деятель, заместитель председателя Совета Министров Белорусской ССР (1950—1958).

## Биография
Член ВКП(б) с 1926 года.
В 1931 г. окончила двухгодичные Высшие юридические курсы в Москве. В 1954 г. окончила Высшую партийную школу при ЦК КПСС.
В 1921—1929 гг. работала учительницей начальных классов в сельских школах Климовичского уезда и Рославльского уезда, женорганизатором Петровичского волостного комитета Рославльского уезда, инструктором Рославльского уездного комитета ВКП(б), народный судьѐй города Рославля.
организатор волостного комитета ВКП(б).
В 1931—1937 г. — прокурор в Дорогобуже, Вязьме и Полоцке. 
В 1937—1938 гг. — второй секретарь Полоцкого окружного комитета КП(б) Беларуси. В 1938 году — первый секретарь Полоцкого районного комитета КП(б) Беларуси.
В 1938—1947 гг. — народный комиссар-министр просвещения Белорусской ССР. Организатор эвакуации детей с территории Белоруссии в годы Великой Отечественной войны и восстановления республиканской системы образования в послевоенное время.
Была представителем Белорусской ССР в Комиссии по положению женщин ООН, вместе с Елизаветой Поповой из СССР была одной из 15 женщин, членов оригинального состава Комиссии, делегатов на первой сессии Комиссии в 1947 году, внесла вклад в создание Всеобщей декларации прав человека. В 1947 году была докладчиком Комиссии по положению женщин в Комиссии по правам человека ООН. Она решительно выступала за равную оплату труда женщин. Благодаря ей статья 23 гласит: «Каждый человек, без какой-либо дискриминации, имеет право на равную оплату за равный труд». Вместе с Фридерикой Калиновской (Fryderyka Kalinowska; 1910–1999) из Польши и Елизаветой Поповой из СССР она также уделяла особое внимание правам лиц в несамоуправляющихся территориях (статья 2).
В 1948—1950 гг. — заместитель председатель Белорусского республиканского общества по распространению политических и научных знаний.
В 1950—1958 гг. — заместитель председателя Совета Министров Белорусской ССР.
С её именем связаны открытие ряда новых вузов БССР: в октябре 1950 г. — Брестского педагогического института на базе учительского института, в октябре 1951 года — Гродненского сельскохозяйственного института, в сентябре 1952 г. — Мозырского педагогического института (на базе учительского института), в сентябре 1953 г. — Белорусского института инженеров железнодорожного транспорта в Гомеле, в сентябре 1954 г. — Белорусского института механизации сельского хозяйства, в августе 1958 г. — Гродненского медицинского института.
С её именем связаны открытие в Минске Белорусского театра юного зрителя (8 апреля 1956 года), вступление Белорусской ССР в ЮНЕСКО (12 мая 1954 года), присвоение Белорусскому государственному драматическому театру им. Я. Купалы звания академического (5 марта 1955 года).
Избиралась депутатом Верховного Совета СССР 2-го созыва. Членом Президиума Верховного Совета СССР (1946-1950). Член ЦК Компартии Беларуси (1938—1949, 1952—1960). Депутат Верховного Совета Белорусской ССР 1, 3 и 4-го созывов.